# Hacks

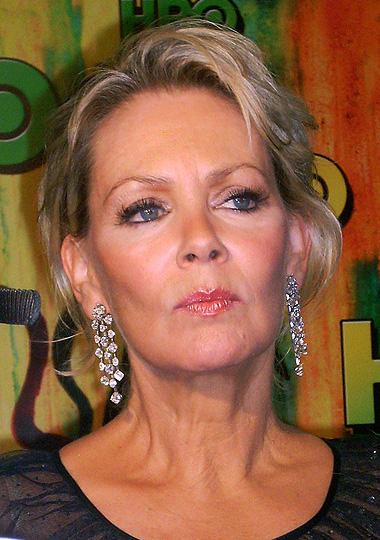
Jean Smart (2008)

Hacks – amerykański serial komediodramatyczny, którego twórcami są Lucia Aniello, Paul W. Downs i Jen Statsky.

## Fabuła
Kariera legendy stand-upu Deborah Vance wydaje się mieć ku końcowi, lecz jej agent Jimmy próbuje ją ożywić. W tym celu wysyła kobiecie do pomocy młodą scenarzystkę Avę, również przeżywającą zawodowy kryzys. Dwóm ekscentryczkom trudno jest się dogadać, lecz współpraca daje im drugą szansę w życiu. 

## Obsada

### Role główne
Źródła:
- Jean Smart jako Deborah Vance
- Hannah Einbinder jako Ava Daniels
- Carl Clemons-Hopkins jako Marcus

### Role drugoplanowe
- Paul W. Downs jako Jimmy LuSaque
- Megan Stalter jako Kayla
- Rose Abdoo jako Josefina
- Mark Indelicato jako Damien
- Kaitlin Olson jako Deborah "DJ" Vance Jr
- Christopher McDonald jako Marty Ghilain
- Poppy Liu jako Kiki
- Johnny Sibilly jako Wilson
- Angela Elayne Gibbs jako Robin
- Jane Adams jako Nina Daniels
- Lorenza Izzo jako Ruby
- Luenell jako Loretta
- Joe Mande jako Ray
- Lauren Weedman jako burmistrz Pezzimenti

## Odcinki
| Część | Odcinki | Data opublikowania | Data opublikowania |
| Część | Odcinki | Premiera           | Finał              |
| ----- | ------- | ------------------ | ------------------ |
| 1     | 10      | 13 maja 2021       | 10 czerwca 2021    |
| 2     | 8       | 12 maja 2022       | 2 czerwca 2022     |
| 3     | 9       | 2 maja 2024        | 30 maja 2024       |
| 4     | 10      | 10 kwietnia 2025   | 29 maja 2025       |

### Sezon 1 (2022)
| Nr | Tytuł            | Reżyseria       | Scenariusz                                 | Premiera        |
| -- | ---------------- | --------------- | ------------------------------------------ | --------------- |
| 1  | There Is No Line | Lucia Aniello   | Lucia Aniello, Paul W. Downs i Jen Statsky | 13 maja 2021    |
| 2  | Primm            | Lucia Aniello   | Paul W. Downs                              | 13 maja 2021    |
| 3  | A Gig's a Gig    | Lucia Aniello   | Lucia Aniello                              | 20 maja 2021    |
| 4  | D'Jewelry        | Desiree Akhavan | Joanna Calo                                | 20 maja 2021    |
| 5  | Falling          | Paul W. Downs   | Andrew Law                                 | 27 maja 2021    |
| 6  | New Eyes         | Lucia Aniello   | Lucia Aniello, Paul W. Downs i Jen Statsky | 27 maja 2021    |
| 7  | Tunnel of Love   | Desiree Akhavan | Katherine Kearns                           | 3 czerwca 2021  |
| 8  | 1.69 Million     | Paul W. Downs   | Pat Regan                                  | 3 czerwca 2021  |
| 9  | Interview        | Lucia Aniello   | Samantha Riley                             | 10 czerwca 2021 |
| 10 | I Think She Will | Lucia Aniello   | Ariel Karlin i Jen Statsky                 | 10 czerwca 2021 |

### Sezon 2 (2023)
| Nr | Tytuł               | Reżyseria       | Scenariusz                                 | Premiera       |
| -- | ------------------- | --------------- | ------------------------------------------ | -------------- |
| 1  | There Will Be Blood | Lucia Aniello   | Lucia Aniello, Paul W. Downs i Jen Statsky | 12 maja 2022   |
| 2  | Quid Pro Quo        | Lucia Aniello   | Lucia Aniello, Paul W. Downs i Jen Statsky | 12 maja 2022   |
| 3  | Trust the Process   | Lucia Aniello   | Lucia Aniello, Paul W. Downs i Jen Statsky | 19 maja 2022   |
| 4  | The Captain's Wife  | Lucia Aniello   | Ariel Karlin i Pat Regan                   | 19 maja 2022   |
| 5  | Retired             | Paul W. Downs   | Andrew Law                                 | 26 maja 2022   |
| 6  | The Click           | Paul W. Downs   | Aisha Muharrar i Joe Mande                 | 26 maja 2022   |
| 7  | On the Market       | Lucia Aniello   | Samantha Riley                             | 2 czerwca 2022 |
| 8  | The One, the Only   | Trent O'Donnell | Lucia Aniello, Paul W. Downs i Jen Statsky | 2 czerwca 2022 |

### Sezon 3 (2024)
| Nr | Tytuł                                   | Reżyseria        | Scenariusz                                                | Premiera     |
| -- | --------------------------------------- | ---------------- | --------------------------------------------------------- | ------------ |
| 1  | Just for Laughs                         | Lucia Aniello    | Lucia Aniello, Paul W. Downs i Jen Statsky                | 2 maja 2024  |
| 2  | Better Late                             | Lucia Aniello    | Andrew Law                                                | 2 maja 2024  |
| 3  | The Roast of Deborah Vance              | Jeff Rosenberg   | Joe Mande                                                 | 9 maja 2024  |
| 4  | Join the Club                           | Jessica Brunetto | Guy Branum                                                | 9 maja 2024  |
| 5  | One Day                                 | Lucia Aniello    | Carol Leifer, Carolyn Lipka                               | 16 maja 2024 |
| 6  | Power Play                              | Paul W. Downs    | Ariel Karlin                                              | 16 maja 2024 |
| 7  | The Deborah Vance Christmas Spectacular | Lucia Aniello    | Pat Regan                                                 | 23 maja 2024 |
| 8  | Yes, And                                | Paul W. Downs    | Samantha Riley, Lucia Aniello, Jen Statsky, Paul W. Downs | 23 maja 2024 |
| 9  | Bulletproof                             | Lucia Aniello    | Lucia Aniello, Jen Statsky, Paul W. Downs                 | 30 maja 2024 |

## Premiera
Pierwsza seria miała premierę w HBO Max 13 maja 2021. Druga pojawiła się prawie rok później, a serial został przedłużony o trzecią w czerwcu 2022.

## Odbiór
Serial Hacks spotkał się z ciepłą reakcją krytyków, którzy chwalili m.in. role Smart i Einbinder.
W agregatorze recenzji Rotten Tomatoes 100% z 74 recenzji pierwszej serii uznano za pozytywne, a średnia ocen wystawionych na ich podstawie wyniosła 8,3 na 10. Także wszystkie 54 recenzje drugiej serii były przychylne, a średnia ocen wyniosła 8,6 na 10. 97% z 38 recenzji trzeciej serii uznano za pozytywne, a średnia ocen wyniosła 9,0 na 10.
Z kolei w agregatorze Metacritic średnia ważona ocen 25 recenzji pierwszej serii wyniosła 82 punkty na 100. Średnia ocen drugiej wyniosła 88 punktów, przy 24 recenzjach, a trzeciej 90, z 22 recenzji.